# 孙耀君
孙耀君（1927年—），男，江苏无锡人，中国经济学家，曾任中国社会科学院工业经济研究所研究员、博士生导师。